# Adamka
Adamka – wieś w Polsce, położona w województwie łódzkim, w powiecie poddębickim, w gminie Zadzim. 
Siedziba sołectwa Adamka, w którego skład wchodzi także kolonia Grabinka.
W latach 1975–1998 wieś administracyjnie należała do województwa sieradzkiego.
Przy drodze wojewódzkiej w tej wsi znajduje się stacja paliw „Adamka” oraz postawione w 2008 r. 5 wiatraków.